# Billboard 200
 (octobre 2022).
Le Billboard 200 est le classement hebdomadaire, établi par le Billboard magazine, des 200 meilleures ventes d'albums sur le territoire des États-Unis toutes catégories musicales confondues.
Le classement est établi sur les ventes d'albums physiques et numériques. Il est considéré comme révélateur de la popularité d'un artiste ou d'un groupe d'artistes.

## Records

### Plus grand nombre de semaines numéro 1
Les 10 premiers albums du classement avec leurs artistes respectifs :
- 54 semaines : West Side Story - Bande originale
- 37 semaines : Thriller - Michael Jackson
- 31 semaines : Calypso - Harry Belafonte
- 31 semaines : South Pacific - Bande originale
- 31 semaines : Rumours - Fleetwood Mac
- 24 semaines : Saturday Night Fever - Bande originale/Bee Gees
- 24 semaines : Purple Rain - Prince
- 24 semaines : 21 - Adele
- 21 semaines : Please Hammer Don't Hurt 'Em - MC Hammer
- 20 semaines : Blue Hawaii - Bande originale/Elvis Presley & The Bodyguard - Bande originale/Whitney Houston

### Plus grand nombre de semaines dans le classement
Les 20 premiers albums du classement avec leurs artistes respectifs :
- 946 semaines : The Dark Side of the Moon — Pink Floyd
- 717 semaines : Greatest Hits — Guns N' Roses
- 623 semaines : Legend: The Best of Bob Marley and the Wailers — Bob Marley and the Wailers
- 613 semaines : Greatest Hits — Journey
- 581 semaines : 21 - Adele
- 569 semaines : Black Album — Metallica
- 506 semaines : Thriller - Michael Jackson
- 490 semaines : Johnny's Greatest Hits (en) — Johnny Mathis
- 480 semaines : My Fair Lady — Bande originale
- 468 semaines : Doo-Wops & Hooligans - Bruno Mars
- 464 semaines : Born to Die - Lana Del Rey
- 506 semaines : Curtain Call: The Hits - Eminem
- 451 semaines : Nevermind — Nirvana
- 449 semaines : Chronicle: The 20 Greatest Hits - Creedence Clearwater Revival
- 396 semaines : The Eminem Show - Eminem
- 331 semaines : Highlights from the Phantom of the Opera - Bande originale
- 398 semaines : 1 - The Beatles
- 320 semaines : Night Visions - Imagine Dragons
- 318 semaines : Tapestry - Carole King[1]
- 320 semaines : Recovery - Eminem

## All-Time Billboard 200 achievements(1963–2015)
En 2015, Billboard a établi un classement des 100 meilleurs à albums pour la période 1963-2015 (All-Time Billboard 200 achievements). Voici les 10 meilleurs albums avec leurs artistes respectifs :
- 1 : 21 - Adele
- 2 : The Sound of Music - bande originale
- 3 : Thriller - Michael Jackson
- 4 : Fearless - Taylor Swift
- 5 : Born in the U.S.A. - Bruce Springsteen
- 6 : Ropin' the Wind - Garth Brooks
- 7 : Jagged Little Pill - Alanis Morissette
- 8 : Docteur Jivago - bande originale
- 9 : All the Right Reasons - Nickelback
- 10 : Tapestry - Carole King

## Top 10 albums artists of All-Time
En 2015, un classement des 10 meilleurs artistes selon leurs albums, intitulé Top 10 albums artists of All-Time, a été établi par Billboard pour la période 1963-2015 :
- 1 : The Beatles
- 2 : The Rolling Stones
- 3 : Barbra Streisand
- 4 : Garth Brooks
- 5 : Elton John
- 6 : Mariah Carey
- 7 : Herb Alpert
- 8 : Taylor Swift
- 9 : Chicago
- 10 : Michael Jackson